# Gustaph
Gustaph (gebürtig: Stef Caers; * 5. Juli 1980 in Löwen) ist ein belgischer Sänger, der Belgien beim Eurovision Song Contest 2023 in Liverpool vertrat.

## Werdegang
Stef Caers studierte am Musikkonservatorium in Gent. Im Alter von 20 Jahren publizierte er im Jahr 2000 unter seinem damaligen Künstlernamen Steffen den Song Gonna Lose You, der auf Platz 22 der Charts zu landen kam. Die nächste Single Sweetest Thing war ein Misserfolg, weshalb er seinen Künstlernamen Steffen aufgab, sich auf die Studioarbeit konzentrierte und Musikstücke komponierte; unter anderem produzierte er Jingles für den Radiosender Radio Donna.
Caers war in den letzten Jahren überwiegend als Backgroundsänger für eine Reihe belgischer Stars aktiv, darunter Lady Linn, Mama’s Jasje und Willy Sommers. Ebenfalls als Backgroundakteur war er zweimal beim Song Contest im Einsatz, so beim Eurovision Song Contest 2018 und 2021. Unter seinem neuen Künstlernamen Gustaph vertrat er Belgien mit dem Titel Because of You beim ESC 2023 in Liverpool. Dort belegte er im Finale den siebten Platz.
Neben seiner musikalischen Tätigkeit unterrichtet Caers selbst Musik an einer Fachhochschule in Gent.

## Diskografie

### Alben
- 2025: Look at Us Now

### Singles
- 2000: Gonna Lose You
- 2000: Sweetest Thing
- 2011: Same Thing
- 2011: Jaded
- 2020: Second Coming (mit Adam Joseph)
- 2022: Call (mit Lady Linn)
- 2023: Because of You
- 2023: The Nail
- 2023: Already Know
- 2024: Faith In What You Feel
- 2025: Really Mine

### Als Gastmusiker
- 2014: Running (Blende feat. Gustaph)